# Municipio de Cherryville
El municipio de Cherryville (en inglés: Cherryville Township) es un municipio ubicado en el  condado de Gaston en el estado estadounidense de Carolina del Norte. En el año 2000 tenía una población de 15.724 habitantes.

## Geografía
El municipio de Cherryville se encuentra ubicado en las coordenadas 35°22′32.82″N 81°20′44.28″O / 35.3757833, -81.3456333.